# Гипонитрит бария
Гипонитрит бария — неорганическое соединение, 
соль металла бария и азотноватистой кислоты с формулой BaN2O2,
бесцветные кристаллы,
растворяется в воде,
образует кристаллогидраты.

## Получение
- Обменная реакция с гипонитритом натрия:

{\displaystyle {\mathsf {BaCl_{2}+Na_{2}N_{2}O_{2}\ {\xrightarrow {}}\ BaN_{2}O_{2}\downarrow +2NaCl}}}

## Физические свойства
Гипонитрит бария образует бесцветные кристаллы,
не растворяется в холодной воде, разлагается в горячей.
Образует кристаллогидрат состава BaN2O2•4H2O.